# Lo habrás imaginado
 Lo habrás imaginado  es una película de Argentina filmada en colores dirigida por Victoria Chaya Miranda sobre su propio guion que se estrenó el 19 de diciembre de 2019 y que tuvo como actores principales a Diana Lamas, Gustavo Pardi, Mario Pasik y Carlos Portaluppi.

## Sinopsis
Casi finalizando el año reaparecen en la vida de Abril, una abúlica y ausente contable, su tío Ángel  y su gran amigo de la adolescencia, Guille (Carlos Portaluppi) en vísperas de las fiestas de fin de año. Resulta que esa reaparición tiene relación directa con una investigación judicial que toca a oscuros secretos de la familia de Abril, provocando  un dramático viraje a su vida.

## Reparto
Participaron del filme los siguientes intérpretes:
- Diana Lamas...	Abril
- Gustavo Pardi...	Victor
- Mario Pasik...	Angel
- Carlos Portaluppi...	Guille
- Osmar Núñez...	Uribe
- Germán de Silva	...	Bruto
- Patricia Condrón...	Mara Solar
- María Ibarreta...	Carmen
- Esteban Prol...	Delegado
- Susana Varela...	Romero

## Comentarios
Gaspar Zimerman en Clarín opinó:

”El guion…parece escrito siguiendo una receta del manual de lo que se supone debe ser un policial negro actual, sin saltearse ningún lugar común y dejando de lado cualquier atisbo de creatividad. La trama jamás funciona…Todo es una gran cáscara vacía que deriva en una parodia involuntaria….Además, esa enrevesada conspiración es enunciada verbalmente, como si se tratara de un radioteatro. …Lo peor llega con los intentos de darle un cariz de denuncia a la historia, con burdos parlamentos que intentan traernos ecos de la “realidad” argentina.

Alejandro Lingenti en La Nación escribió:

”La directora consigue hacer funcionar con fluidez un argumento con muchas aristas, manejando con solvencia la puesta en escena, el deliberado clima de tensión permanente y un despliegue de intrigas cuyos orígenes va revelando de a poco, con mucho criterio. También recurre de manera sorpresiva a la animación 2D en un fragmento breve del film. Todo el elenco luce compacto, pero se destaca el fenomenal trabajo de Carlos Portaluppi, capaz de calibrar misterio y vulnerabilidad con una soltura admirable.